# Jakub Parusinski
Jakub Parusinski (* 1985) ist ein polnischer Journalist, Redakteur und Medienmanager. Er ist Gründer und Geschäftsführer von jnomics Media.

## Leben
Von 2003 bis 2008 studierte Parusinski Wirtschaftswissenschaft an der Universität Danzig. Er schloss mit einem Master in Internationaler Ökonomie ab.
Von 2008 bis 2009 studierte er an der Central European University und erwarb in Politikwissenschaft einen Masterabschluss mit Auszeichnung. Schwerpunkt seines Studiums war Politische Ökonomie. Seine Abschlussarbeit widmete sich dem Thema Fiscal federalism and regional inequality in Poland. Er war außerdem Mitglied in der Forschungsgruppe Political Economy Research und Mitherausgeber des Political Science Journal. 
2010 wird er als Herausgeber von The Day genannt, der ukrainisch-englischsprachigen Schwesterpublikation von Den. Er arbeitet auch als assoziierter Experte am International Center for Policy Studies in Kiew.
Im Dezember 2013 wurde er Aufsichtsratsvorsitzender der neu gegründeten Media Development Foundation, deren Ziel es war, die unabhängigen Medien der Ukraine „gegen ein korruptes und autoritäres Regime zu verteidigen“ und nach seinem Sturz die 4. Gewalt im Staate weiter zu stärken.
2014 bis 2015 erwarb er den Master of Business Administration (MBA).
Von 2013 bis 2014 war er Chefredakteur und dann CEO der Kyiv Post. Unter seiner Führung wurde die Kyiv Post der erste ukrainische Empfänger der Ehrenmedaille der Missouri School of Journalism.
Nach einem MBA bei INSEAD kam Jakub von 2015 bis 2018 zu McKinsey in London. Dort arbeitete er mit führenden Akteuren in der Banken-, Pharma-, Bau- und Telekommunikationsbranche sowie mit Institutionen des öffentlichen Sektors an Projekten mit den Schwerpunkten digitale Strategie, Advanced Analytics und Change Management.
Im April 2019 gründete er Jnomics Media und wurde deren Geschäftsführer.
Im November 2019 wurde er Herausgeber von The FixMedia.
Er schloss sich einer Gruppe von 30 Journalisten an, die 2021 von der Kyiv Post entlassen worden waren, und daraufhin den Kyiv Independent gründeten. Im November 2021 wurde er Leiter der Finanzen im Kyiv Independent.
Parusinski ist außerdem Vorstandsmitglied des in Warschau ansässigen preisgekrönten Medien-Start-ups Outriders und Beiratsmitglied der Stockholm School of Economics in Riga. Dort ist er Programmdirektor für Medien, darüber hinaus Strategiedozent und Mentor für eine Reihe von Medien aus dem gesamten postsowjetischen Raum.
Parusinski ist Staatsbürger Polens und Australiens. Er lebt in London.

## Schwerpunkte
Parusinski engagiert sich in Unterstützungsmaßnahmen für ukrainische Medien, besonders nach dem russischen Überfall auf die Ukraine. Beteiligt waren die von ihm gegründete Nachrichten-Innovations-Website TheFix, deren gesamtes Team an der humanitären Hilfe beteiligt ist. Dabei geht es darum, Menschen zu kontaktieren, Spenden zu sammeln oder mit Verlagen in Kontakt zu treten. AreWeEurope hilft, bei der Zusammenarbeit mit Spendern. Das Team von der Media Development Foundation mit ihrem Netzwerk von 100 Nachrichtenorganisationen beschafft Informationen und koordiniert den Lieferweg der Hilfsgüter über Polen.